# 道路交通法 (澳門)
《道路交通法》（澳門特別行政區第3/2007號法律）是澳門在2005年為了修訂舊有交通法例中的相關條文而制定的法例，於2007年10月1日正式實施。

## 立法過程
澳門政府在2005年因澳門街道狀況在社會發展下不斷改變，認為在1993年實施的《道路法典》條文已不合時宜。故當局提出修訂相關條例。
2005年4月25日，法律改革諮詢委員會舉行首次會議，並初步決定率先展開三大工作項目，其中一項則為修訂《道路法典》。6月23日法律改革諮詢委員會和法律改革辦公室舉行新聞發佈會，介紹修訂《道路法典》的相關文件和諮詢安排。同年7月舉行了四場諮詢會，以聽取外界對修訂《道路法典》的意見。期間接獲書面意見83份和178篇的傳媒報導和評論，並編成《修訂〈道路法典〉首輪諮詢報告書》。
之後當局接着在9月進行了第二次諮詢會，共有49個團體參加，收到意見書96份。當局經採集有關意見和分析其他國家和地區的相關法例，按澳門的實際道路情況和需要，提出了《道路交通法》草案。而草案的立法原則是
- 保障道路交通安全，提高公眾遵守交通規則的意識；
- 嚴懲危害交通安全的行為及加強監管；
- 提高執法效率；
- 便民及配合澳門社會發展。

而在諮詢期間，警方亦提出了引入扣分制和加重罰則的意見，並希望設立「交通安全教育中心」，以進一步宣傳交通安全，降低意外發生的機會。
2006年10月4日法案完成在行政會討論階段，10月19日把法案送到立法會引介，法案內容分為8章，共151條，並建議於2007年7月1日生效。其後立法會在2007年4月26日舉行全體會議，細則性討論和表決《道路交通法》法案。至5月7日立法會細則性通過法案，並宣佈該法例於2007年10月1日生效。

## 相關規定
《道路交通法》以實施了十多年的《道路法典》為基礎作出修訂，其中改動的條文主要有：
- 禁止駕駛員於駕駛時使用流動電話，但利用免提功能通話除外。違者罰款600澳門元。（第十六條第三款）
- 違例停泊汽車罰款由200澳門元提升至300澳門元。 （第四十六條第五款）
- 電單車不可在行人道駕駛或手推，違者分別罰款600及300澳門元。（第六十四條第三、四、五款）
- 電單車駕駛員不使用或不正確使用頭盔者，罰款600澳門元。（第六十五條）
- 取得電單車駕駛資格未滿一年的駕駛員禁止載客，並需在其駕駛的車輛安裝識別標誌，違者罰款600澳門元。（第六十六條）
- 考取駕駛資格最低年齡提升為十八歲。（第八十一條）
- 醉酒駕駛刑事化。（第九十條）
- 違法者於15日內自願繳付罰款者，只須繳付三分之二的罰款。（第一百三十五、一百三十六、一百三十七條）
- 未繳清罰款者不得為其名義下的車輛續牌、不得以其名義為其他車輛進行註冊、不得辦理駕駛執照續期。（第一百四十條第二款）

另外加重了若干違法行為的罰款。

## 坊間回響

### 配套未完善問題

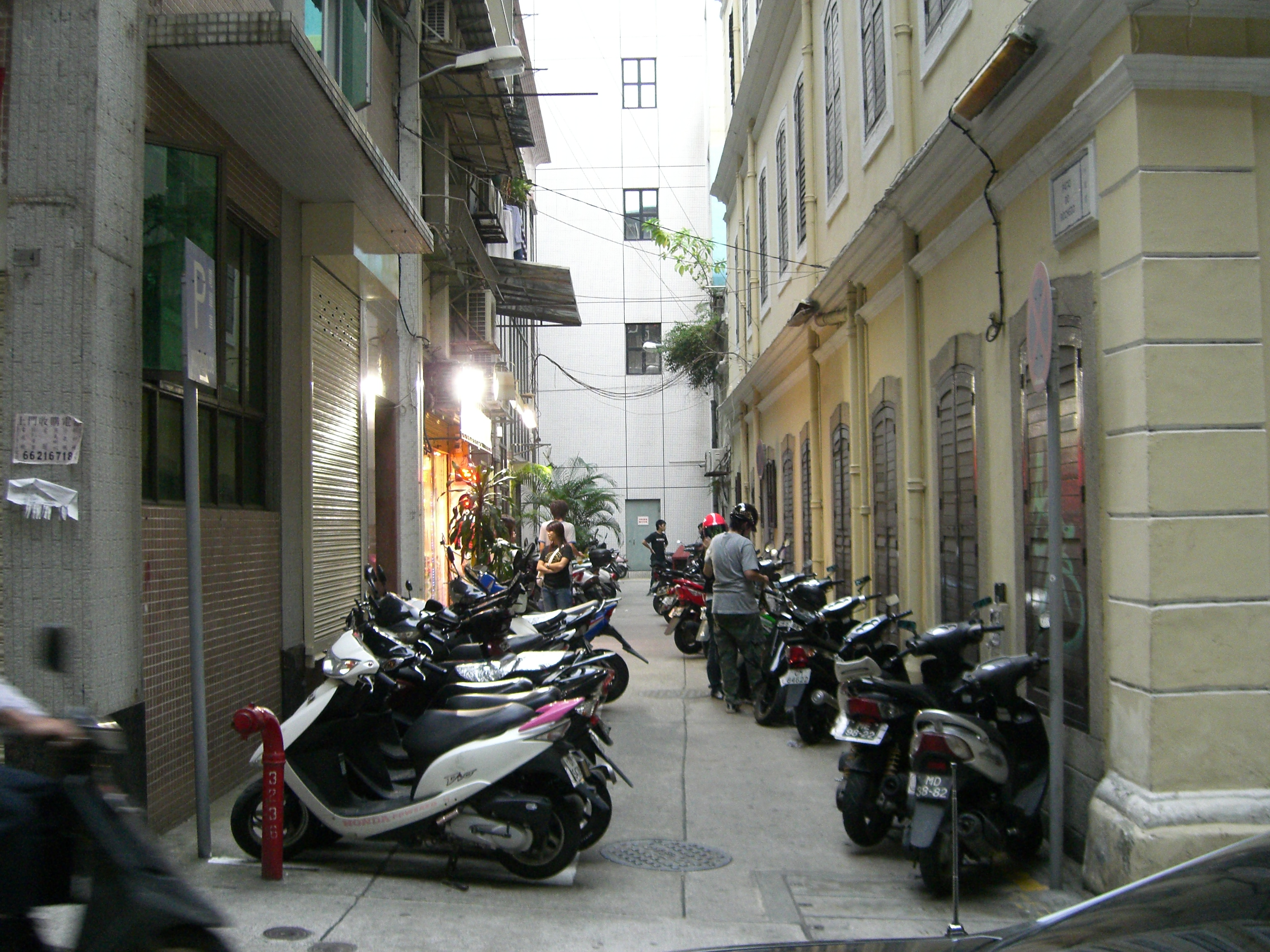
澳門的電單車位一直供不應求，在一條小巷上，不管是合法車位(左)抑或禁止停擺的地方(右)都泊滿了電單車

澳門摩托車從業員協會製作的橫額

直到2007年第三季，澳門的電單車數量有八萬多輛，時以每年8%的升幅上升，但合法的電單車泊車位則只有兩萬餘個。儘管如此，違例泊車罰款卻由200澳門元提升至300澳門元。在車位嚴重不足下，坊間一直質疑在如此配套未完善的情況下如何執法。而運輸工務司司長劉仕堯表示，預計至2007年底，公共電單車泊車位可達三萬五千個，連同六千多個私人樓宇和約四千個臨時的電單車位，合共有電單車泊位四萬五千個，但仍遠低於需求量。
大律師石立炘指出，法律並沒有規定政府須為每一輛電單車提供一個車位，所以車位不足並不構成「可不遵守法律」的充分理據。並認為《道路交通法》與《道路法典》的整體法律精神無大分別，即使新法中加重了罰則，仍然是較鄰近地區的輕，條文和罰則指向仍是以教育為主。
立法議員關翠杏認為，新法的重點是加強處罰違規的駕駛行為，居民必須有守法意識，不能因為車位不足就不守法。並指出政府可考慮對一些影響較小的違規情況設立緩衝帶，以完善執法方向，並必須在不加重路面壓力的情況下增加車位，也表示政府最終要制定限制車輛增長速度的措施。

### 橫額事件

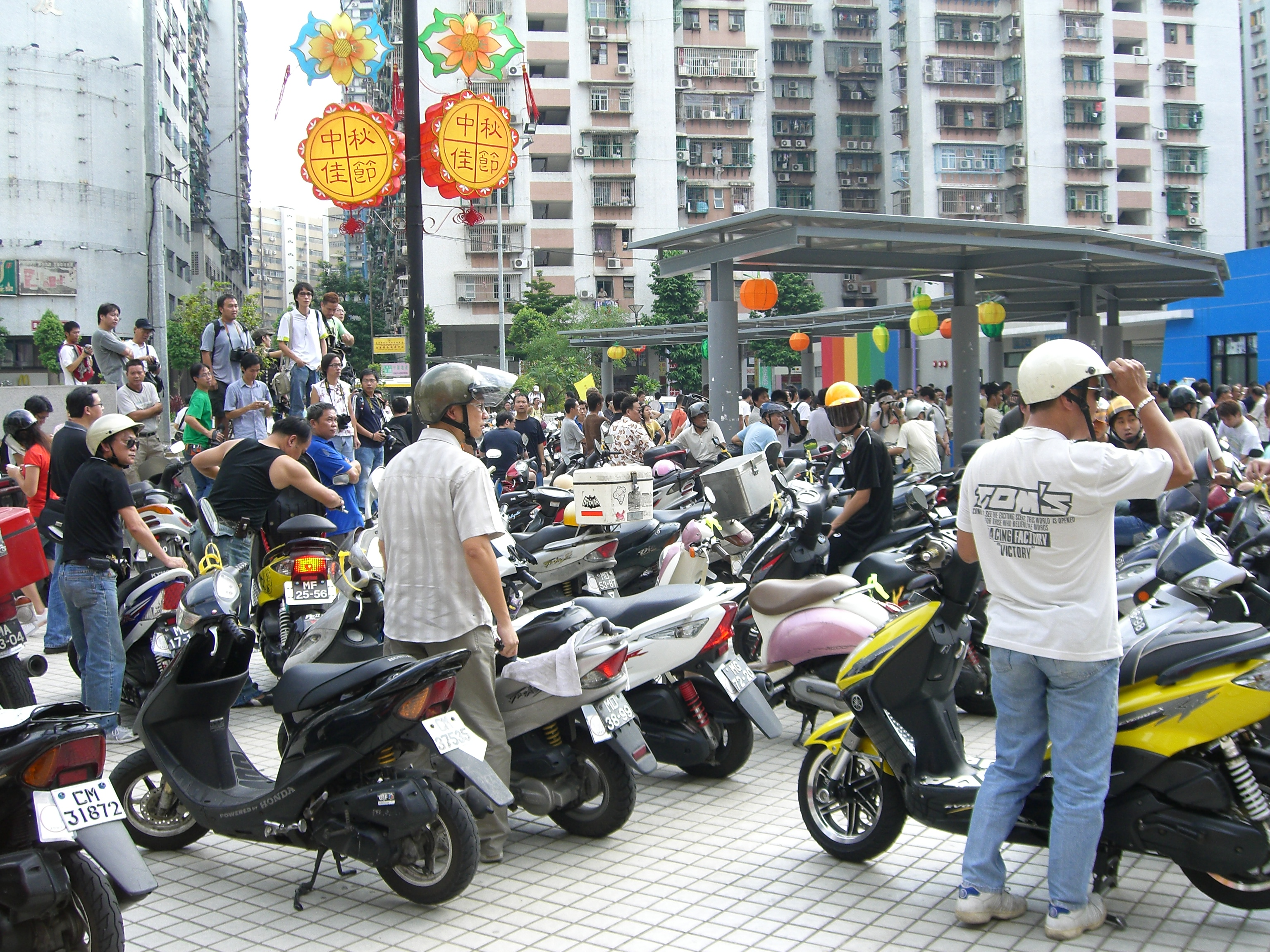
遊行隊伍在祐漢公園集合

澳門摩托車從業員協會為表達對在配套不足下仍執行新法的不滿，設計了一面寫上「摩托八萬伍，車位得三萬，日日抄，點守法？」的旗幟，其後並批量製造並發給各間大小電單車行和維修車場。9月13日，沙梨頭其中一間車行的員工將一支寫有該字句的旗幟，正欲綑綁在其門前一列燈柱上時，被一名途經現場的執法人員發現，在未經勸喻下即指該員工擺放標語沒有事先申請，並以「將廣吿旗幟掛在行人道上」及「未知標語內容有否涉及煽動性」為由將員工帶走，在警署協助調查。
摩托車從業員協會副理事長李仲森得悉事件後，到警局了解事件，約一小時後，員工才獲准離開。李仲森表示，員工只是僅以「軟性手法」表達訴求，並指出相關指控一般是以發出罰單處理，質疑直接被帶走是否有必要，以及認為事件僅屬「個人處事方式」問題。
立法議員吳國昌在9月17日向立法會提出書面質詢，指出警方的行動令公眾懷疑是故意打壓，阻嚇市民抗議行動。

### 反法例遊行
2007年9月15日，澳門民主起動發起反對實施《道路交通法》行動，在下午於紅街市向過路的市民派發宣傳單張，呼籲電單車駕駛者在9月30日下午3時在祐漢公園參加慢駛抗議行動，以表達反對《道路交通法》中的部分條文，和不滿政府在道路設施不足的情況下實行新法。而澳門民主起動指出，以檢控方式要求市民守法只會適得其反，加劇民間與政府之間的矛盾和怨氣。

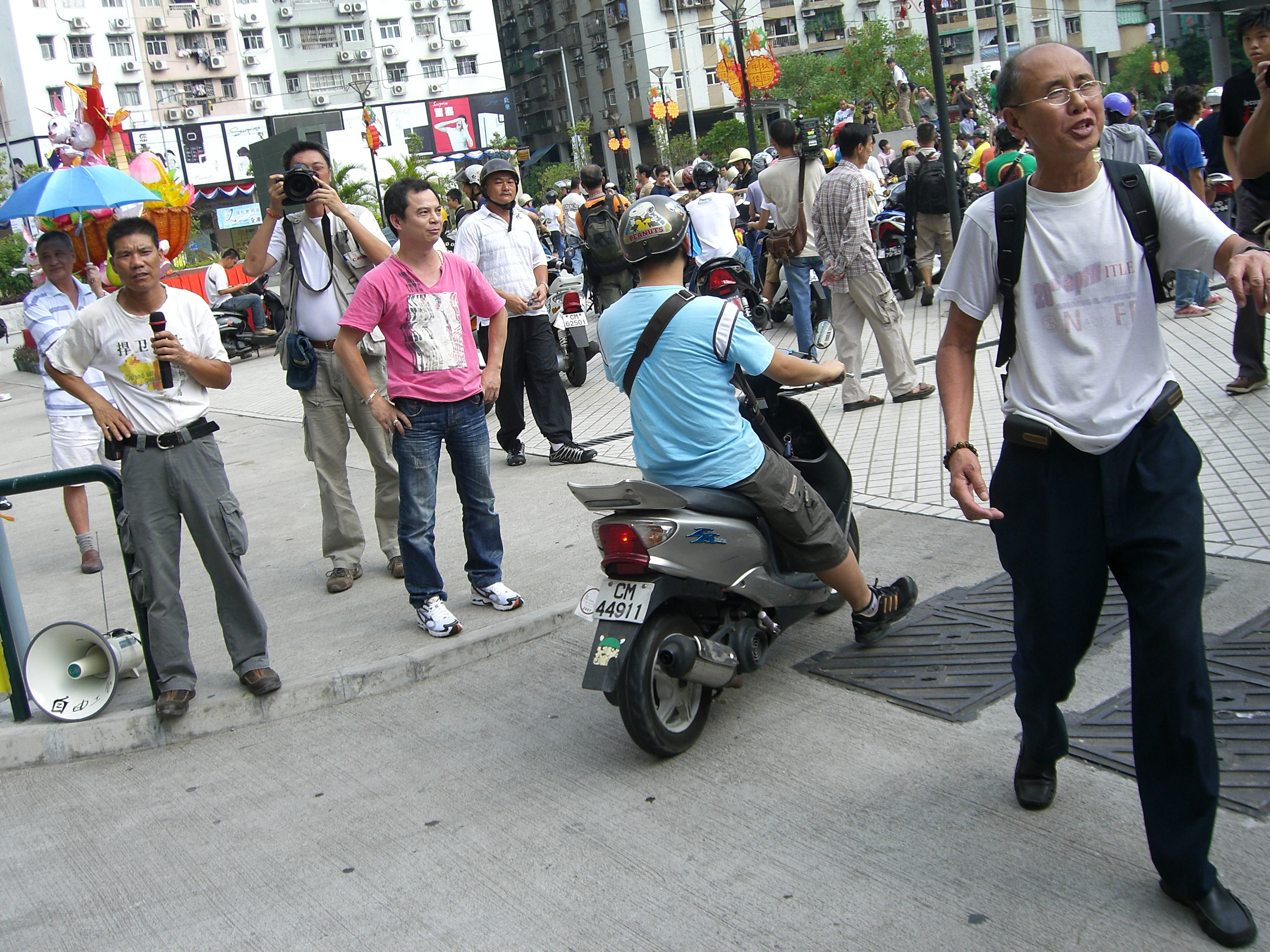
在入口處呼籲途經車輛加入

9月30日下午2時許，發動慢駛的團體在祐漢公園集合，期間向途經的電單車廣播，呼籲其加入慢駛，至3時聚集的電單車約有3百輛，並在座駕上綁起黃絲帶。隨後遊行隊伍從祐漢公園出發，由利建潤帶頭，沿途不斷鳴號進入慕拉士大馬路，再經過俾利喇街和美副將大馬路，期間不斷有電單車加入，而每逢遇到紅燈或有行人橫過斑馬線時隊伍均停下。

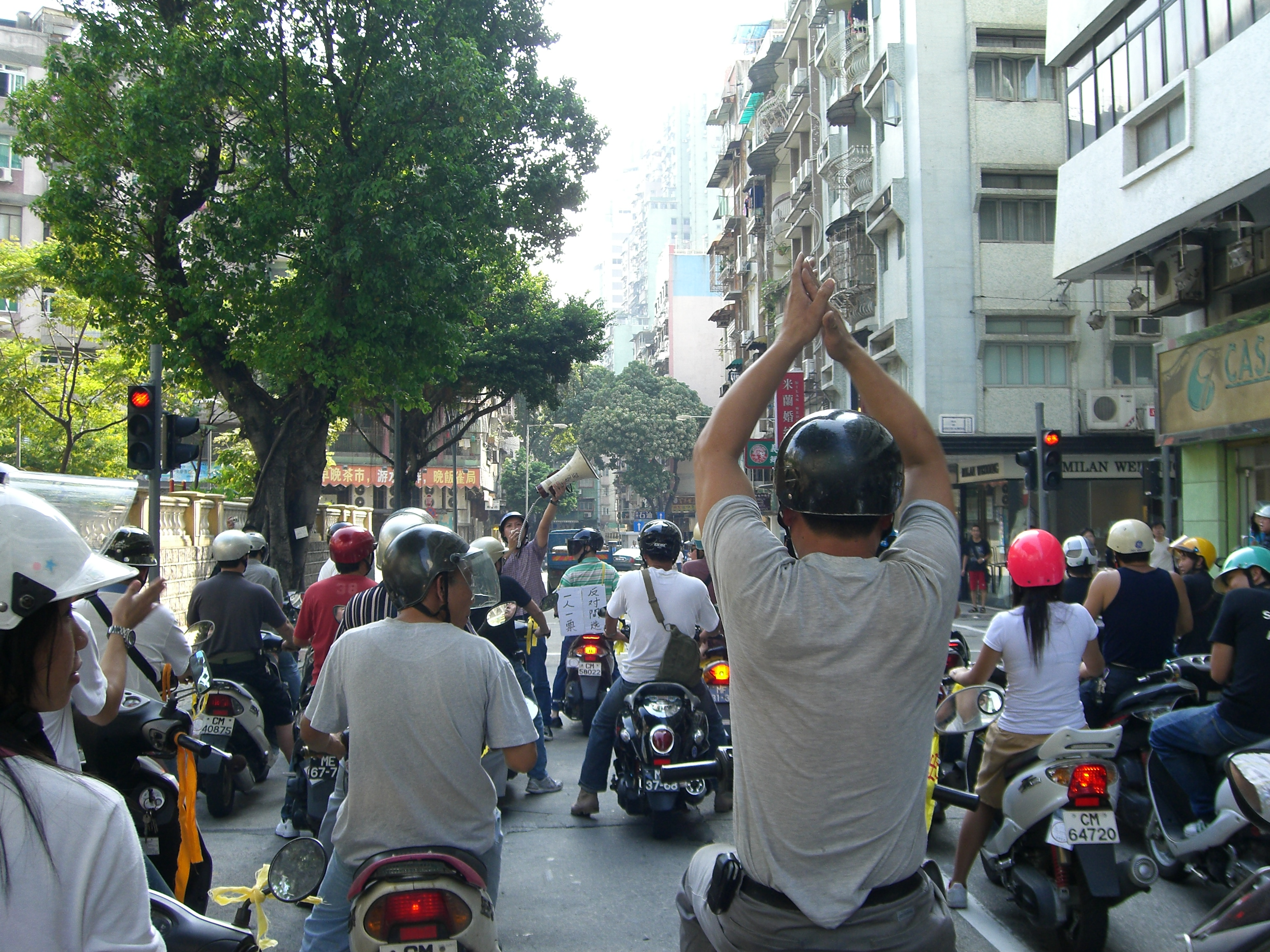
慢駛隊伍每遇到紅燈均停下
(在最前面喊口號的人為利建潤)

慢駛隊伍駛至士多鳥拜斯大馬路治安警察局交通廳門前停下，向在場駐守的警員呼叫口號，不滿交通警員平日開罰單。其後隊伍駛往東望洋街並進入水坑尾街，此時聚集的電單車已有三千輛。及後再途經約翰四世大馬路、殷皇子大馬路、南灣大馬路，並在澳門政府總部附近停留，然後再到澳門立法會大樓聚集，並作出「喝倒采」手勢。遊行隊伍最後到達終點旅遊塔前地，並陸續散去。

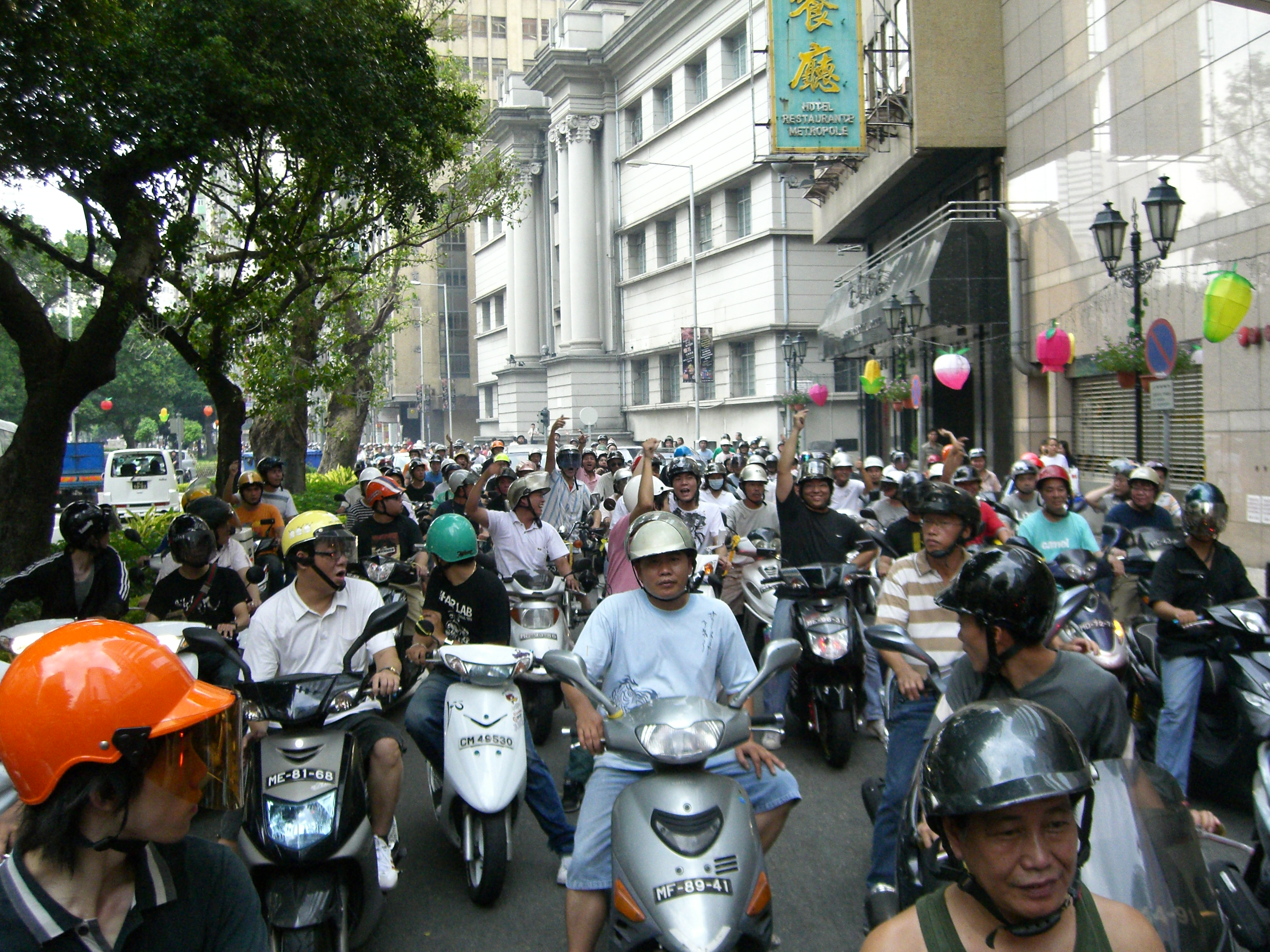
隊伍指明會前往新馬路

但後來仍有約500輛電單車自發性繼續遊行，下午近5時沿南灣湖景大馬路駛入亞美打利庇盧大馬路，其後更在亞美打利庇盧大馬路和火船頭街交界停下，令該處交通癱瘓逾一小時，其後在警方勸喻下駛離現場並繼續遊行，隊伍再經過巴素打爾古街、沙梨頭海邊街、罅些喇提督大馬路、巴坡沙大馬路，此時車群已逐漸消散；晚上7時返回祐漢公園的電單車則只有數十輛。
發動遊行的組織表示約有5000輛電單車參與是次遊行，而警方則表示只有2300輛。在是次遊行中，由於參與的電單車同時進行慢駛抗議遊行，導致局部地區的交通一度嚴重擠塞，單是水坑尾八角亭通往中華廣場的路口位置，慢駛的電單車要用20分鐘的時間才全部經過。

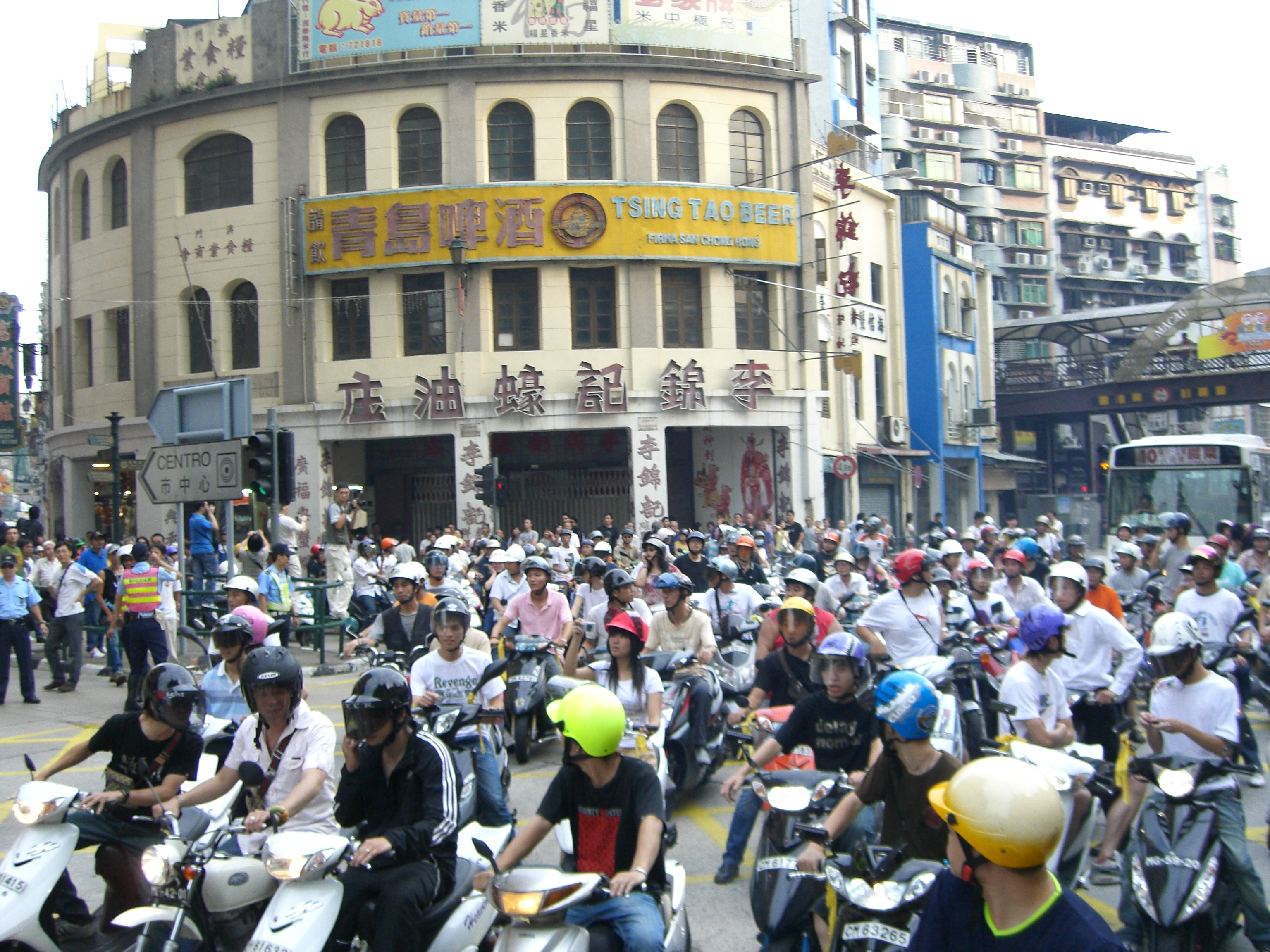
遊行車輛一度堵塞在內港

其後在10月1日的示威中，亦有一千多輛電單車參與遊行。

### 新舊罰單處理問題
截至2007年9月，警方表示在年內已發出約四十萬張罰單，而違例泊車的罰單佔大多數。但由於車主們經常不主動繳納罰款，而警方所發的罰單每年都以十萬計，故累積未繳納的罰款已無法估計。而隨着新法實施，車主必須繳交在新例下發出的罰款，否則無法在下一季度為車輛納牌照稅、辦理駕駛執照續期及以其名義註冊其他車輛。而當車主繳交第一張在新法開出的罰款時，當局即會翻查車主在舊例下的未繳罰單，並須在15天內自願繳交舊有的罰款，否則將按舊例移交法院審理。
而當局為方便駕駛人士查詢車輛過往的違例紀錄，澳門保安部隊網站於9月17日開通了交通違例記錄查詢服務。網站甫一開通，大量車主即進入其網站查詢違例記錄，導致網站出現網路擠塞達兩個小時。在互聯網討論區，有網民更即時以「澳門第一屆牛肉乾挑戰賽」為名，展示自己積存的未繳罰單數以十計，從中反映出車主們積存了非常多的未繳納罰單。
治安警察局交通廳交通警司處處長林文偉表示，警方在執行新法時，會在確保交通安全的前提下按輕重緩急執法，而車主是有義務繳納罰款的。
9月27日，跟進《道路交通法》工作小組解釋新例與舊例中有關對交通違例罰單的處理，指新法生效前產生的所有道路交通違法行為，與新法所訂的罰款追討程序不「掛鉤」。換句話說，新法生效後餘下的舊罰單，則不會按新法處理，只會以舊法的程序處理。但後來在10月3日，治安警察局則表示當車主繳交新法下發出的罰單時，警方仍會依例翻查舊法時期的罰單，依例追收罰款。
10月4日，澳門摩托車從業員協會派出14人到交通廳查詢新舊罰款追討等問題。李仲森指出，可能是文字或理解上的問題，不少居民以為「不掛鉤」就等如當局不會再追收舊罰款；不過後來當局又向外公佈新舊罰單會一起追收。而前線人員的答覆是，按舊有程序，車主繳納新法罰單時，相關人員會翻查車主名下所有車輛積存的未繳罰單，即車主名下的電單車被抄牌並繳交罰款，其名下的所有類型的車輛違罰會一次過被「起底」。
李仲森認為這樣做等同於出爾反爾，變相將新舊罰單「掛鉤」，並表示會進一步跟進罰單的處理問題。更表示如未得到正面回應，可能會有進一步的行動，但大前提是不擾亂繁榮安定。但至今仍未見其有任何行動。

## 修法争议
自2013年起，澳門政府欲推出中國內地駕駛證與澳門駕駛執照的互認及互換制度而在引起的爭議。澳門的交通問題嚴重，當地交通設施落後，配套不足，道路擠塞，且當局管理不善，在此情況下，澳門政府仍意欲推行兩地駕駛執照免試互認制度，被批評會導致當地交通問題進一步惡化，徒添區域矛盾以及加劇一直以來外勞違法在當地駕駛車輛的問題（例如多次出現因外勞違法兼危險駕駛而造成傷亡的案件），在社會上引發爭議，亦引起市民遊行示威抗議。
2018年6月初，交通事務局以部分法律條文已難以配合現時的實際環境或交通狀況為由，宣佈进行修法，在同年6月28日至8月26日展開為期60日的公開諮詢。由於當局的部分建議被指只著重大幅度調高罰款金額，以及沒有妥善理會民間疾苦，故引起社會民眾不滿。
同年6月11日，在傳媒大肆報道、批評，以及在不同社團的反對和有團體發動遊行示威下，交通事務局發出新聞稿表示要擱置諮詢。然而遊行主辦方表示有不少市民對澳門的交通問題仍深感焦慮，仍希望透過遊行表達訴求，故決定將主題調整為「抗議過度執罰，反對駕照互認，增加公共車位，完善交通設施」。6月16日，有約8,000名人士示威，遊行人士批評政府當局施政不分輕重緩急，又不滿道路工程過多、交通配套嚴重滯後導致市民被迫自駕出行，以及車位嚴重不足且當局在沒有提供足夠車位的情況下還建議大幅調升違泊罰款，是缺乏智慧的表現。
另外，當局將社會認同及已有共識的需要修法的涉及醉駕、毒駕、扣分制等相關條文也一同擱置諮詢，把有爭議和有共識的部份一併「攬炒」（玉石俱焚），被質疑是當局跟市民「鬧彆扭」。

## 外部連結
- 印务局 - 道路交通法 （页面存档备份，存于）
- 澳門保安部隊 - 交通違例記錄查詢服務（存檔）